# Hercostomus lii
Hercostomus lii är en tvåvingeart som beskrevs av Yang 1996. Hercostomus lii ingår i släktet Hercostomus och familjen styltflugor. Inga underarter finns listade i Catalogue of Life.